# ヤハウェ

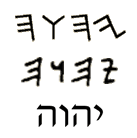
フェニキア文字、アラム文字、およびヘブライ語活字によるヤハウェの名

ヤハウェ（ヘブライ語: יהוה、フェニキア語: 𐤉𐤄𐤅𐤄、古アラム語: 𐡉𐡄𐡅𐡄、英語: Yahweh）は、モーセに啓示された神の名である。旧約聖書や新約聖書等における唯一神、万物の創造者の名でもある。
本項に示す通り、神を指す様々な表現が存在するが、特に意図がある場合を除き、本項での表記は努めてヤハウェに統一する。また本項では、ヤハウェを表す他の語についても述べる。

## 普通名詞
ヤハウェを指して、いくつかの普通名詞もしくはそれに類するものが用いられる場合がある。次にヘブライ語表現をカタカナで、また対応する訳語を漢字で示す。
- アドナイ　「主」
- エル（単数形）「（私の）神」
- エロヒム（複数形） 神、上帝

### 主
日本語訳聖書では今日、一般に、原文において「יהוה（ヤハウェ）」とある箇所を「主」に置換している。
消失の経緯で後述するユダヤ人の慣習による(今日のユダヤ人はヤハウェと読まずに、アドナイ（「わが主」）という別の語を発音するためである)。
アドナイ（ אֲדֹנַי [ʾă-dō-nāy]）の語には、「主 (Lord)」即ちヤハウェを婉曲に指す意味のほか、単数形のアドニ(אֲדֹנִ֥י)という形で「私の御主人様 (my master)」即ち奴隷の雇用主など主一般を指す意味がある。カトリック系の『バルバロ訳』のほか、『口語訳聖書』（日本聖書協会）などがこれである。また、口語訳聖書を後継する『新共同訳聖書』（同）も、一部の地名（『創世記』第22章14節）（後述）を除き、一貫して「主」とする。
プロテスタント福音派系の『新改訳聖書』では太字で「主」とする。これは「文語訳ではエホバと訳され、学者の間ではヤハウェとされている主の御名を」「訳し」た「主」と、これを「代名詞などで受けた場合かまたは通常の<主>を意味することば」とを区別するためである。1893年の時点で日本聖公会も、エホバではなく主の語を用いるべきだとしている。
『旧約聖書』では以下のような「万軍の主（アドナイ・ツェヴァーオート）」という表現が頻繁に登場し、イスラエル民族の信奉する軍神としての顔もうかがわせる。

#### 表記例
主に「英語圏」・「スラブ語圏」となるが　実際の「聖四文字」の表記例を「出エジプト記20」から挙げる。
| 言語           | 翻訳書名                                            | 『יהוה』部分の表記 |
| -------------- | --------------------------------------------------- | ------------------ |
| 英語           | TANAKH 1985                                         | Lord               |
| 英語           | The Holy Bible in Today's Version 1997              | Κυριος             |
| 英語           | Tyndale 1530                                        | Lord               |
| 英語           | Wycliffe 1382                                       | Lord               |
| 英語           | GENEVA 1560 1599                                    | Lord               |
| ラテン語       | VULGATAE 1710                                       | Domini             |
| ラテン語       | VULGATAE 1985                                       | Domini             |
| 英語           | King James Version 1611                             | LORD               |
| 英語           | Revised Version 1885                                | LORD               |
| 英語           | Revised Version Standard American Edition 1901      | Jehova             |
| 英語           | American Standard Version 1901                      | Jehovah            |
| 英語           | New Catholic Edition 1954                           | Lord               |
| 英語           | THE BIBLE IN BASIC ENGLISH 1949                     | Lord               |
| 英語           | REVISED STANDARD VERSION 1971                       | LORD               |
| 英語           | RSV CATHOLIC EDITION 2004                           | LORD               |
| 英語           | THE MOFFATT TRANSLATION 1972                        | the Eternal        |
| 英語           | New American Standard Bible 1973                    | Lord               |
| 英語           | New World Translation 1984                          | Jehovah            |
| 英語           | NEW REVISED STANDAD VERSION 1989                    | Lord               |
| 英語           | THE NEW KING JAMES VERSION 1990                     | LORD               |
| 英語           | THE BIBLE for children 1990                         | Lord               |
| 英語           | The New Amarican Bible 1992                         | LORD               |
| 英語           | NEW LIVING TRANSLATION 1997                         | LORD               |
| 英語           | DOUAY-RHEMS 1900(NT) 2003 2007                      | Lord               |
| 英語           | Recovery Version 2003                               | Jehovah            |
| 英語           | ENGLISH STANDARD VERSION 2001                       | LORD               |
| 英語           | NEW INTERNATIONAL VERSION 1986 2011                 | LORD               |
| 英語           | New Revised S tandard Version Catholic Edition 2011 | LORD               |
| 不明言語       | Welsh Y BEIBL 1977 2004                             | ARGLWYDD           |
| ロシア語       | БИБЛИЯ 1948 1993 2000                               | Господь            |
| ブルガリア語   | БИБЛИЯ 1951                                         | Иеова              |
| ブルガリア語   | БИБЛИЯ 1982                                         | Господ             |
| ウクライナ語   | БИБЛИЯ 1962 1992 2011                               | Господь            |
| エストニア語   | Biibli Raamat 1945                                  | Jehowa             |
| エストニア語   | PIIBEL 1997                                         | Issand             |
| 不明言語       | СВЕТО ПИСМО 2009                                    | Господ             |
| ハンガリー語   | SZENT BIBLIA 1957 2008                              | Ur                 |
| ルーマニア語   | Rumanian 1962                                       | Domnul             |
| ポーランド語   | BIBLIA SWIETA 1959 1999                             | Pan                |
| ポーランド語   | PISMO SWIETA 1994 2011                              | Pan                |
| セルビア語     | СВЕТО ПИСМО 1953 1998                               | Господ             |
| クロアチア語   | SVETO PISMO 1962 1997                               | Gaspodin           |
| チェコ語       | BIBLE SVATA 1991                                    | Hospodin           |
| スロベニア語   | SVETO PISMO 1960                                    | Gospod             |
| ドイツ語       | Die Bibel (M.L) 1962 1975                           | Herr               |
| ドイツ語       | ZURCHER BIBEL 1971                                  | Herr               |
| ドイツ語       | ZURCHER BIBEL 2007                                  | HERR               |
| ドイツ語       | BIBEL OT 1922                                       | Jahwes             |
| ドイツ語       | Dem Heiligen Seift 1936 1937                        | Herr               |
| オランダ語     | BIJBEL 1930                                         | HERRE              |
| オランダ語     | BIJBEL 2005                                         | HERR               |
| デンマーク語   | BIBELEN 2006                                        | Herren             |
| ノルウェー語   | BIBELEN 1962 2006                                   | Herren             |
| フィンランド語 | PYHA RAAMATTU 1961                                  | Herra              |
| スウェーデン語 | BIBELEN 1961                                        | HERREN             |
| スウェーデン語 | BIBELN 2000                                         | Herren             |
| アイスランド語 | BIBLIAN 1981                                        | Drottinn           |
| アイスランド語 | BIBLIAN 1998                                        | Drottinn           |
| スペイン語     | LA SANTA BIBLIA 1960                                | Jehova             |
| フランス語     | La Sainte Bible 1979                                | l'Eternel          |
| イタリア語     | LA SACRA BIBBIA 1961                                | Signore            |
| イタリア語     | Italian BIBBIA 1985                                 | Signore            |

### 神
旧約聖書では、「神」という一般名詞であるエル（古典的なヘブライ語発音でエール）やその複数形「אלהים（エロヒム）」もヤハウェの呼称として用いられる。一般に、日本語訳聖書ではこれらの音訳は使用せず、これに相当する箇所は漢訳聖書での訳語を踏襲し神とするものが多い。「全能・満たすもの」を意味するとされるシャダイの語を付してエル・シャダイとした箇所は、全能の神などと訳される。

### 上帝
中国語の聖書には、本項の神について「神」という語をあてたもののほか、「上帝」となっているものが多数存在した。今日も多く使われる和合本という翻訳の聖書も、この語を「神」とした上で1文字分の空白をあけ、2文字の「上帝」と同じ文字送りにしたものが多い。
「神」の字が、「אלהים」または「אלוהים」、古代ギリシャ語「Θεός（テオス）」、英語「God」の訳語に当てられたのは、近代日本でのキリスト教宣教に先行していた清におけるキリスト教宣教の先駆者である、ロバート・モリソンによる漢文聖書においてであった。しかしながら訳語としての「神」の妥当性については、ロバート・モリソン死後の1840年代から1850年代にかけて、清における宣教団の間でも議論が割れていた。大きく分けて「上帝」を推す派と「神」を推す派とが存在したが、和訳聖書のモリソン訳の流れを汲むブリッジマン・カルバートソンによる漢文訳聖書は、「神」を採用していた。
多数の日本語訳聖書はこの流れを汲み、1938年には「神」という用語についてキリスト教神学者前島潔が論じることはあったものの、今日に至るまで適訳であるかどうかをほぼ問題とせずに「神」を翻訳語として採用するものが多数となっている。

## 固有名詞
旧約聖書すなわちヘブライ語聖書の原文には、ヘブライ語で記された名前「יהוה（ヤハウェ）」が6,859回登場するとされている。
名前の意味については、出エジプト記 3:14で、神ご本人が答えている。エィエ アシェル エィエ ʾeh-yeh ʾă-šer ʾeh-yeh אֶֽהְיֶ֖ה אֲשֶׁ֣ר אֶֽהְיֶ֑ה 「我、神足るものになる」（私（話し相手としての私）は、（神としての）私、神と呼ばれるのにふさわしいものになる、という意味になると考えられる。）ここが難しいのはエィエ ʾeh-yeh אֶהְיֶה （パアル態、未来形、一人称、単数形、「私は〜になる I will be」）が二回出て来るためで、最初の私とは会話の相手としての私で、二回目の私は神としての私（自分）なので、「私はなる、実在する、神（私）になる」という直訳と理解できる。
書かれた名前が4文字のヘブライ文字からなることから、テトラグラマトン（Τετραγράμματον,古代ギリシア語で「四文字」の意味）とも呼ばれる。アラム文字でヘブライ語（イヴリート ʿiḇ-rîṯ  עִבְרִית ）を第二神殿時代から記述するようになってからも、この4文字はフェニキア文字で書かれていたとされる。なお、これらはドイツ語読みで「JHVH」とローマ字転写され、英語読みで「YHWH」と文字転写された。英語はその後発音が変化し、「Y」から「J」の変化が起こり「JHVH」に変化した。現代ヘブライ語は再建された言語なので、第二神殿時代の発音が「W」から「V」の変化が起こっており、「YHWH」から「YHVH」に発音が変わったので、「YHVH」を引き継いでいる。

『新共同訳聖書』付録には、「神聖四文字 YHWH」について次のように記されている。
なお、同書では「旧約聖書中」とあり、一般にこの固有名詞は新約聖書には登場しない（ただし後述にもあるようにヤハウェの短縮形が「ハレルヤ」の形で新約聖書のヨハネの黙示録19章に出てくる）。(新約聖書における固有名詞の詳しい詳細は以下の、新約聖書とテトラグラマトン（YHWH）を参照)

### 発音
もともとヘブライ語は母音の表記法をたなかった。語根は子音だけから成り語形変化を母音だけで表すので、語句や文章は子音文字のみで記述され、母音の復元はもっぱら読み手の語彙に委ねられた。この方式をアブジャドといい、現代アラビア語などにもみられる。これは日本語で言うなら、「あ段」だけの文字で、文章を書いたため単語の暗記が必須となる。（長音を示すため、ヨード י 「い段とえ段」とワウ「う段 וּ とお段 וֹ 」を準母音として書く書法はあった。）また、ヘー  ה の文字は喉音（喉をくっつけないで発音する音）なので、ニクード（読み仮名）が付いていない限り有音にはならない。最初の二文字だけを書く短縮形のヤァ yāh  יָהּ にはダゲシュが打ってあるが、これは発音の音量を上げるという意味ではなく、意味の強調のための印になる。これはそのまま最初の発音を保存していることになる。後半の二文字は動詞の活用を参考にするなら、語根語 ハァヤァ hā-yāh הָיָה のパアル態（能動態基本形 ～する）で、ィイィエ yih-yeh יִהְיֶה （未完了相、三人称、単数男性形）か、語根語 ヒワァ hi-wāh  הִוָה からピエル態（能動態強意形　～をさせている）の ィエハウェ yə-ha-weh יְהַוֶּה （未完了相、三人称、単数男性形）でも「え段」の発音になるので、ウェ weh וֶה  と発音されていたのかも知れない。　（注記：日本語ではヤ行とワ行の平仮名、カタカナが省略されてしまい、20文字分が表記できないため、ヤ行のイは下付きのィを足してィイ yi で、エ段はィエ ye と書き表している。ワ行のエは、ウェ we としている。神の名前を表記するために必要なのに簡略化されてしまったことに作為を感じる。）
　第一神殿時代まではイブリート（後代のヘブライ語）をフェニキア文字で書いており、第二神殿時代からはバビロンに捕虜として連れ去れ、アラム語を日常語としていたため、「ワウ waw ו 」が 「ヴァヴ vav 」に変わってしまい、神の名前にその文字が使われているため、神の名前にも発音の変化が起こった。加えて、第二神殿時代になると、年に一度の贖罪の日に大祭司が神の名前を発音するのだが、違う言葉を口にするようになったので、近くで聞いていた人が記録に残すほど、「正しい発音」を耳にする機会がなくなった。
　やがて聖書ヘブライ語（イヴリート ʿiḇ-rîṯ  עִבְרִית ）が日常言語としては死語になり、聖四文字を何と読むか、正確な発音は消失した。消失の経緯で後述するように、その発音は人々の口に上らなくなっていたのである。
　しかし、西暦700年頃の十二部族会議の決定によってニクダー（点を打つ人）もしくは ニくードゥ （ ni-qûḏ נִקּוּד ）（点を打つ）、タアメー ハミクラー（ たあメー ハミくラァ  ṭa-ʿă-me ha-miḳ-rāhʾ  טַעֲמֵי הַמִּקְרָא  。ネウマ譜を文字につける符号に変換し、音楽の音階と音調を示した。これは記憶するための「覚え歌」のようなもので、昼も夜も小声で暗唱することによって、写本を見なくても反復練習をして記憶するための、全能者が提案し、命令した方法だった。申命記 31:19を参照。）と呼ばれるいろいろな符号を文字に付けることが律法学者（後にマソラ学者と呼ばれる。）によって考案され、無音、半音、単音、長音、準母音が付く長音の区別が付いた。これはアシェル家の男たち四代が約300年の時間をかけた表記法で、写本に初めて子音文字以外の注釈が付いたベン・アシェル本文が出来上がった。（西暦1,300年頃以降の模倣写本とは区別すること。）残念なことに、モーセ以降の研究の成果は西暦1,000年頃に書かれたに、レニングラード写本B19号a等級を最後に、途絶えることになってしまった。
また、すでにユダヤ人は、詠唱の際にヤハウェの名の登場する箇所をアドナイ（「わが主」、消失の経緯で後述）と読み替えるようになっていた。
その際、ヤハウェ（の子音字）「יהוה」に、アドナイ אֲדֹנָי と同じニクードすなわち  -ă -ō -a という母音を示す点々を打って、そう読み慣わした。
これをそのまま現代語で読むと、イェホヴァ ( יְהֹוָה 、YəHōVaH) と読める。（文法上、ヘブライ文字 y には弱母音の「ă（）」を付けられないため、曖昧母音のエ ə に変化する。）
　日本語のエホバ（ヱホバ）、英語の「Jehovah」、および各言語のそれに類する「エの発音」にする形は、ここに由来します。さらにエホバ（現代語読みでは ィエホォヴァ yə-hō-vāh ）という発音は、13世紀のカトリック修道士ライモンド・マルティーニ氏 Raymond Martini によって考案された造語と言われている。
それらは確率的に正しい読みに偶然に一致する可能性も完全には捨てきれないかもしれないが、あくまで可能性であって、学術的にはヤハウェと推定する見解で今日ほぼ一致している（異論もある）。
　日本語ではヤハウェの他にヤハヴェ YaHVeH（ヘブライ文字ו [w]は現代ヘブライ語読みで/v/と発音）、ヤーウェ YaHWe（HのaHを長音として音写）、短縮形としてのヤハはYを文字転写してヤ、Hを文字転写してハと置き換えて、書き表した字訳などの表記が用いられることもある。ローマ字転写した表記でYHWHと書くのは、第一神殿時代の発音をYHWHとしたからで、さらに第二神殿時代から現代までのアラム語発音を元にしたYHVHの二通りがある。
人名などの固有名詞の要素として用いられる יהוה の略称は「ヤァ」 ( יָה [yāh])、「ヤフー」 (יָהוּ [yāhû])等があり、ここから最初の母音はaであったと推測できる。
また、古代教父によるギリシア文字転写形として Ιαουε (イァォウェ)、Ιαβε (イァベ)があり、これらからYHWHの本来の発音は英語式に表記するところの「Yahweh」あるいは「Yahveh」であったと推測されている。

#### 消失の経緯
前述の通りユダヤ人は、詠唱の際もアドナイと読み替えるなどして、ヤハウェの名の発音を避けてきた。現在もユダヤ人は一般生活において、ヤハウェをヤハウェと呼ばず、アドナイあるいはハッシェム(הַשֵּׁם [haš Šēm])などと呼ぶ。これらは、ヤハウェとは別の語である。
理由のひとつとして、出エジプト記や申命記などにみられるモーセの十戒のうち次に挙げるものについて、直接神の名を口にすることは畏れ多い禁忌である、との解釈が後代に成立したためではないかと考えられている（同一の箇所である。また、ヱホバとはヤハウェのことである）。
汝の神ヱホバの名を妄に口にあぐべからずヱホバはおのれの名を妄にあぐる者を罰せではおかざるべし— 『出エジプト記20章7節』。ウィキソースより閲覧。、明治元訳聖書
あなたは、あなたの神、主の名を、みだりに唱えてはならない。主は、み名をみだりに唱えるものを、罰しないでは置かないであろう。— 『出エジプト記20章7節』。ウィキソースより閲覧。、口語訳聖書
これは本来その名をみだりに唱え、口にあげること（ヤハウェの名を連呼して呪文とすること、もしくはヤハウェの名を口にあげて誓っておきながら実際には嘘をつくこと）について、「そのようなことをすべきではない」と教えるものであって、名の発音を禁ずる趣旨ではないという説がある。
古くはこの名は自由に口にされていたようである。南ユダ王国崩壊からバビロン捕囚までの時代に書かれた『ラキシュ書簡』にも יהוה は頻繁に現れており、この名がこの時代に至ってもなお口にされていたことがわかる。また、それ以後にもこれを記した史料は散見される。
だが、第二神殿時代に、公の場でヤハウェの名前を話すことはタブーと見なされるようになり、代わりにユダヤ人はその名前をアドナイ（אֲדֹנָי、「私の主」）という言葉に置き換え始めた。 ローマ時代、エルサレム包囲戦とその神殿の破壊に続いて、西暦70年に、神の名前の元の発音は完全に忘れられた。タブー視されたため、当時成立した福音書によれば、神の子イエスもこれをはばかって「天の父」などと表現したという説があった。
これまで、紀元前3世紀初めごろから翻訳の始まった『七十人訳聖書』（旧約聖書のギリシャ語訳）では、原語のヘブライ語での「יהוה（ヤハウェ）」が置き換えられ、ほとんどの箇所で「主」を意味する「Κύριος（キュリオス）」と訳されているとされてきた。なぜなら、4世紀ころのものと思われる七十人訳聖書の古い写本には、神の名が出てくる部分で「主」という言葉への置き換えがなされているからである。
しかし、1940年代にパピルス・ファド266号と名付けられた写本の断片がエジプトで発見され、その年代が前1世紀のものであることがわかった。この最古の部類の写本断片中には、出てくるべき全ての箇所で神の名がヘブライ語の古い方形文字で書き表わされていた。（パピルス・ファド266号は現在カイロのエジプト･パピルス学協会所蔵）
また、発見された死海文書の一部である前1世紀のレビ記26章のギリシャ語断片4Q120には、神の名のギリシャ語形としてιαω(イアオ）と翻字されている。
さらに、1961年にナハル・へベルで発見された1世紀の七十人訳の写本断片である七十訳VTS10aと七十訳VTS10ｂ、七十訳IEJ12にも古代ヘブライ語で神の名が記されていた。
またエジプトのオクシリンコスで発見されたP3522断片は1世紀のもので、ヨブ記42章11,12節が記されており、そこに神の名が古代ヘブライ文字で書かれていた。このような最古の写本断片の研究結果に基づき、以下の論が出された。
オックスフォード大学のパウル・E・カール博士は「クリスチャン時代以前のユダヤ人のためにユダヤ人によって訳されたギリシャ語訳の聖書すべては、神の名としてヘブライ語文字のテトラグラマトンを用いていた」と述べている。
新約神学新国際辞典はこう書いている「本文に関する最近の発見は、七十人訳の編さん者たちが四文字語YHWHを訳す際キュリオスという語を用いたとする考えに疑いを投じた。今日我々が手にすることのできる七十人訳の最古の諸写本には、四文字語がギリシャ語本文中にヘブライ文字で記されている。この習慣は旧約を翻訳した後代のユダヤ人翻訳者たちによって1世紀に受け継がれた」。
（この議論に関する詳細は、以下の新約聖書とテトラグラマトン（YHWH）を参照）

### 語源
古くからヤハウェの名は、「存在」を意味する語根(√היה [√hyh])と関連づけて解釈されてきた。これは『出エジプト記』第3章第14節で、ヤハウェがモーセに応えて「私は在りて在るものである」 (אֶהְיֶה אֲשֶׁר אֶהְיֶה [’ehyeh ’ăšer ’ehyeh])と名乗った事に由来する。
この「私は在る」(אֶהְיֶה [’ehyeh])という一人称・単数・未完了相の動詞を三人称・単数・男性・未完了相の形「彼は在る」にするとיִהְיֶה [yihyeh]となり、יהוהと似た形になる。ここから、ヤハウェの名はイヒイェの転訛で「『出エジプト記』に出て来た一言 」「彼は在りて在るものである」「実在するもの」「ありありと目の前に在り、在られるもの」などの意味だと解釈されてきた。
ヘブライ人は誓言の時に「主は生きておられる」という決まり文句を使っていたが、ここからも彼らがヤハウェを「はっきりしないとはいえ、生々しく実在するもの」と捉えていた事がわかる。はっきりしているのは、創世記の冒頭により、ユダヤ人（キリスト教徒、ムスリム）は、闇が主要素となる宇宙空間を構築した正体を、ヤハウェ（ゴッド、アッラー）であると考えている点である。エロヒム (אלהים) はアラハヤム（アラー）とも読める。また、ヘブライ語ではエジプトの太陽神のことをアラー (אל) と表記する。
また、היהのヒフイル（使役）態の三人称・単数・男性・未完了相の形が、יַהְיֶה[yahyeh]となり、ちょうど「ヤハウェ」と同じ母音の組み合わせになる。ここからその名を「在らしめるもの」「創造神」とする解釈もある。

### 短縮形
本項の神を誉め讃える際に発するヘブライ語「ハレルヤ」（Hallelujah）の末尾の「ヤ」（ヤハ、Jah）はその名の短縮形。旧約聖書と新約聖書のヨハネの黙示録に出てくる表現である。ジャマイカに発生したラスタファリ運動においても「ジャー」(Jah) という形で見ることができる。

### ヤハウェ
#発音のセクションで述べたとおり、今日、推定される読みのひとつ。中沢洽樹による旧約聖書では「ハ」を小書きにしたヤㇵウェが用いられている。

### ヤーウェ
#発音のセクションで述べたとおり、今日、推定される読みのひとつ。聖書研究の盛んな英語圏では"Yahweh"を一般に「ヤーウェ/ˈjɑːwe/」と発音する。
カトリックの『フランシスコ会訳聖書』で使用される読みである。
主で前述の通り、『新共同訳』ではこの神をほぼ一貫して「主」と呼び、『創世記』第22章14節でのみ「ヤーウェ」とする。これはいわゆるイサクの燔祭の行われた「ヤーウェ・イルエ」の地名を説明するために発音を示したものである。
なお、この箇所はパブリックドメイン化した他の聖書ではこうなっている。
アブラハム其處をヱホバエレ(ヱホバ預備たまはん)と名く是に縁て今日もなほ人々山にヱホバ預備たまはんといふ— 『創世記22章14節』。ウィキソースより閲覧。、明治元訳聖書
それでアブラハムはその所の名をアドナイ・エレと呼んだ。これにより、人々は今日もなお「主の山に備えあり」と言う。— 『創世記22章14節』。ウィキソースより閲覧。、口語訳聖書
アブラハムはその所を「ヤーウェ・イルエ」と名づけた。それで今日でもなお、「ヤーウェの山で計らわれる」と言われている。— 『創世記22章14節』。ウィキソースより閲覧。、フランシスコ会訳聖書

### ヤハヴェ
同じく学術的に推定される読みである。無教会の関根正雄による旧約聖書などに登場する。

### ヱホバ
日本の国語として伝統的な形である。『明治元訳聖書』とともに普及し、広く日本の思想・文学に影響を与えた。
『明治元訳聖書』はヘボンらによって1887年に完成し、旧約聖書の部分にこの語が用いられている。
エホバの証人も、新世界訳聖書を用いるようになるまでこの語の登場するこの翻訳を使用してきた。
静岡県富士宮市麓には、日本ヱホバ教団という文部科学大臣所轄包括宗教法人が所在することが指摘されている。

### エホバ

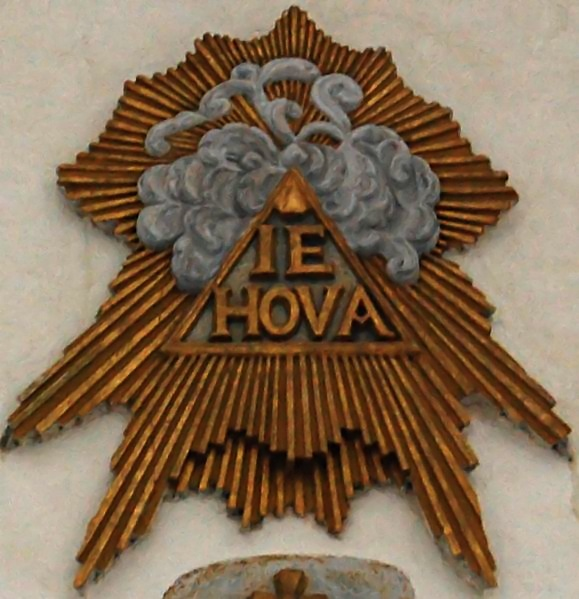
ノルウェーの教会に掲げられている「IEHOVA」の文字

歴史的仮名遣で書かれたヱホバを戦後、現代仮名遣いに直したもの。

「エホバ」もしくは「ヱホバ」の読み（表記）は、日本の文学においても古くから好まれてきた。例として、カトリック俳人・阿波野青畝の俳句がある。
なお、前掲句の底本はその弟子である日本イエス・キリスト教団 明石人丸教会のプロテスタント俳人・やまだみのるによるウェブサイトの秀句鑑賞のページによったが、この句には次のような形もあり、同サイト青畝俳句研究のページでは後者の鑑賞が行われている。

なお、現存する新約聖書の写本には神の名が使用されている翻訳は見つかっていない。しかし、ヘブライ語学教授のエリアス・フッターは、12の言語 (ヘブライ語、ギリシャ語、シリア語、ラテン語、英語、ドイツ語、フランス語、イタリア語、スペイン語、デンマーク語、ボヘミア語、ポーランド語) を対訳したニュルンベルク多国語対訳聖書を作成し、新約聖書のヘブライ語欄で、神の名יהוהを200回以上用いた。 この聖書はその後の聖書学者たちの資料となっている。また、1864年にハーマン・ハインフェッターは「新約聖書」を出版し、新約聖書において神の御名を「Jehovah」(エホバ)と訳して100回以上用いている。現代に至るまで、英語、ドイツ語、スペイン語など120以上の言語で、新約聖書中で神の名が用いられている聖書が出版されている。
エホバの証人の翻訳による『新世界訳聖書』でも、「クリスチャンｰギリシャ語聖書」（一般の新約聖書）でも「エホバ」を用いている。新約のそのような訳し方について「神のみ名を復元している」とし、「これらの訳し方を支持する様々な資料」を挙げている。一方で懐疑的な見解を寄せる専門家は、信頼ある校訂本文や古代訳、教父文書にも神の名がないことなどを指摘し、『新世界訳』の「資料」に問題があることを5箇条にまとめて示し、新約で「エホバと訳したこと、これは正当な根拠がない」としている。
日本において、エホバの証人と源流を同じくする灯台社（燈臺社）員は戦時中、明石順三主幹の訳によって「エホバの證者」と称された。そして戦後しばらくして、この名はエホバの証人と改められ、現在に至る。

## 新約聖書とテトラグラマトン（YHWH）
テトラグラマトン（YHWH）は、現存する新約聖書の写本には見られない。これらはすべて、テトラグラマトンが含まれているヘブライ語の旧約聖書からの引用にKyrios/κύριος（主）またはTheos/θεός（神）という単語が含まれている。
新約聖書のヘブライ語聖書からの引用は、一般的に七十人訳聖書から取られており、現存するすべての新約聖書の写本では、ほとんどギリシャ語のκύριος（「主」）が使用されている。まれにギリシャ語のθεός（「神」）が使用されているが、テトラグラマトン自体や、ιαωへの書き換え絶対に使用していない。たとえば、ルカによる福音書第4章17節は、イエスがナザレの会堂でイザヤの巻物からイザヤ61：1–2をどのように読んだかを語るときにκύριοςを使用している。
現存する新約聖書の写本にはテトラグラマトンが書かれていないため、原本の新約聖書にもテトラグラマトンは書かれていないと考えられた。しかし、20世紀半ば、また最近発見された死海写本は、更に古い西暦1世紀ころの七十人訳聖書の写本を含んでおり、そこに神の名「יהוה（ヤハウェ）」が出てくることから、神の名は新約聖書にも当初使用されたとされる研究結果が出されていた。

### George Howardの仮説
この点に関し、George Howardは1977年に聖書文献ジャーナル誌に以下の仮説を発表した。
「クリスチャン時代以前のユダヤ人のために，ユダヤ人によって訳されたギリシャ語訳の聖書すべては，神の名として，ヘブライ語文字のテトラグラマトンを用いていたに違いない。そして，七十人訳聖書のクリスチャンによる写本に見られるように，キュリオスおよびその略号が使われるようなことはなかった」と指摘されている。さらに「初期教会の聖書はギリシャ語聖書の写本であるが，その中になお四文字語＜テトラグラマトン＞が書かれていた以上，新約の筆者が聖書から引用するとき，聖書本文中に四文字語＜テトラグラマトン＞を保存したことは当然に考えられる。……しかしそれがギリシャ語の旧約[聖書]から除かれた時，新約[聖書]中に引用された旧約[聖書]の聖句からもそれは除かれてしまった。それで2世紀初めごろに，四文字語＜テトラグラマトン＞は，代用語のために新旧約両方の聖書から締め出されてしまったに違いない」との見解を述べている。
Howardが立てた仮説は、ギリシャ語の旧約聖書バージョンには、当時、その用語κύριοςが含まれていなかったという提案に基づいている。κύριοςは、七十人訳聖書の全文の現存する写本に見られるが、それらはすべて後年のものである。しかし、写本には常にテトラグラマトン自体が存在しており、それはヘブライ語の文字（יהוה）または旧約聖書の文字（𐤉𐤄𐤅𐤄）で書かれているか、代替えとして、音声によるギリシャ語の音訳ιαωで表されている。

### George Howardの仮説に対する批判
Robert J. WilkinsonはHowardの仮説を否定している。「すべてのユダヤ人のギリシャ語聖書写本がテトラグラマトンを持っていたと主張することは不可能である。また、聖書のテキストでテトラグラマトンを読んでいる人が、別のテキストに転写する際、必然的にそれを、例えばκύριος [...]のように転記することもない。この推測された説明では、キリスト教徒が最初にキリストとYhwhを明確に区別するために、彼らの著作で聖書諸文章を引用し、それから彼ら自身の著作からテトラグラマトンを排除することを決めることによって「混乱」を招いている。 なぜ、いつ、そんなことをしたのかと尋ねる人もいるかもしれない」
また、Robert J. Wilkinsonは、Howardの記事が特定の「宗派の利益」に関して影響力を持っていたと述べている。彼は、エホバの証人の熱狂的な反応は、「回収された初期のキリスト教ギリシャ語新約聖書の全ての写本、及び本文のヘブライ語テトラグラマトンの完全な欠如」の状況の明確さ（それらは宗派の立場とは相容れない）をおそらく幾分覆い隠した、と述べている。
Larry W. Hurtadoは、「少数の人々(例えば、George Howard)の主張に反して、これらの注目に値する発展（「非常に早い時期に、尊いイエスはYHWHに関連付けられたため、元々YHWHに適用されていた実践とテキストは、イエスをさらなる指示対象者として含むように(いわば)拡張された」）は、YHWHの代わりに「κύριος（主）」と書くという、のちの書写者の実行によってもたらされたある種のテキストの混乱に帰することはできない。問題の発展は非常に早くそして非常に迅速に激増したため、そのような提案は無意味なものになった」と発言している。
Albert Pietersmaは、Howardの主張に異議を唱えている。「今では、神の名であるיהוהは、キリスト教以前の聖書ではκύριοςによって表現されたものではないとほぼ確実に言うことができる」 　また、Albert Pietersmaは、七十人訳聖書にはもともとκύριοςが含まれており、いくつかのコピーにテトラグラマトンを挿入することは「LXXの伝統への二次的かつ外国の侵入」と見なすことができると考えている。
2013年、Larry Weir Hurtadoは次のように述べている。「七十人訳聖書（西暦3世紀以降）では、「κύριος」（ギリシャ語：「主」）がかなり頻繁に使用されている。 しかし、初期の慣習は一貫してYHWHを「Kyrios」（κυριος）で翻訳したという人たち、ヘブライ語の神の名前を最初はΙΑΩ（「Iao」）と発音して表現されたという人たち、神の名前はもともとヘブライ文字で保持されていたという人たちがいる。私の知る限り、この問題に関する最新の議論は、MartinRöselによる最近のジャーナル記事である」
Martin Röselは、七十人訳聖書がヘブライ語テキストのテトラグラマトンを表すためにκύριοςを使用し、七十人訳聖書のいくつかのコピーにヘブライ語テトラグラマトンが出現したのは、後で元のκύριοςを置き換えたためであると考えている。
「ギリシャ語版モーセ五書による聖書釈義の観察によって、七十人訳聖書の翻訳者はすでにテトラグラマトンの適切な表現として「主」（κύριος）を選択していることが明らかになった。よって、一部のギリシャ語写本におけるヘブライ語のテトラグラマトンへの置き換えはオリジナルではない」
Röselは、κύριοςは明らかに初期のクリスチャンがギリシャ語聖書で読んだ名前でしたが、「AquilaとSymmachus、およびいくつかの七十人訳聖書の写本を含む、ギリシャ語聖書のユダヤ人版」には、ヘブライ文字のテトラグラマトン、または、ヘブライ語のיהוהを模倣したフォームΠΙΠΙがあり、ギリシャ語の発音記号ΙΑΩ(文字:ιαω)の独創性に対する議論も想起している。原稿の分析の決定的な性質を考慮して、Röselは七十人訳聖書の内部にある証拠を提案し、「κύριοςは最初の翻訳者の元の表現である」ことを示唆している。 これらは最も初期のものであり、翻訳者の神学的思考を垣間見ることができる。彼が以前に述べたように、「七十人訳聖書の翻訳者は、神の名前に相当するものを選ぶときに神学的考察に影響された」からだと述べている。いくつかの文脈では、κύριος側に不公正や厳しさの印象を与えることを避けるため、それらの代わりにθεόςでテトラグラマトンを表している。したがって、直接の文脈では、目下の翻訳にκύριοςを持ちいることを回避するためのθεόςの使用について「後の筆記者がヘブライ語のテトラグラマトンまたはギリシャ語のΙΑΩ(ιαω)をὁθεόςの形式に変更する必要があるとは考えられない」と説明している。ヘブライ語から翻訳されていない第二正典や、元々ギリシャ語で（新約聖書のように）作曲された本やPhiloの作品にκύριοςが存在することから、Röselは、「κύριοςをיהוהの表現として使用することは、キリスト教以前の起源でなければならない」と述べている。
Röselは、この使用はユダヤ人の間で普遍的ではなかったと付け加えた。これは、後に元の七十人訳聖書にあるκύριοςが、ヘブライ語のテトラグラマトンに置き換えられたことからも理解される。 そして「聖書の写本4QLXXLevbのΙΑΩ(ιαω)の読みは、まだ説明されていない謎である。言うことができるのは、そのような読みがオリジナルであると主張することはできないということである」

#### エホバの証人の新世界訳聖書
Robert J. Wilkinsonが指摘しているように、エホバの証人の翻訳による『新世界訳聖書』は、George Howardの論文を根拠に「ヘブライ語-アラム語聖書」（一般にいう旧約聖書）のみならず、続く「クリスチャンｰギリシャ語聖書」（一般の新約聖書）でも神の名を復元し、これらの訳し方を支持する様々な資料を挙げている。
しかし、上記に書かれているMartin Röselによる研究結果は、George Howardの仮説に反して、オリジナルの七十人訳聖書はテトラグラマトンを使用せず、κύριοςを使用していると結論付けている。

#### 発音記号ΙΑΩとその書き文字ιαωについて
この発音記号ΙΑΩとその書き文字ιαωについては、Frank ShawがThe Earliest Non-Mystical Jewish Use of Ιαωにおいて論じた。Frank Shawの想定する可能性（「持っていたかもしれない」）との暫定的な合意は、Pavlos D. Vasileiadisによって表現されている。
「ギリシャ語の聖書のコピーのいくつかは、明示的および暗黙的に、説得力のある証拠がある。リヨンのエイレナイオス、オリゲネス、カエサレアのエウセビオス、テルトゥリアヌス、ヒエロニムス、Ps-John Chrysostomなどのクリスチャンが読んだように、テトラグラマトンにΙαωを使用した。この結論が有効である場合、これは、数世紀の間、分散したキリスト教共同体によって読まれた聖書のコピーの中にヘブライ語のテトラグラマトンと、ますます優勢となったノミナサクラの表現と並んでΙαωが広く存在していたことを意味する。その結果、考えられる結果は、Ιαω（または、より可能性は低いが、同様のギリシャ語）が元のNTコピーに現れた可能性があるということである」

## ユダヤ教成立後のヤハウェ
旧約聖書に於けるヤハウェは唯一神であり全世界の創造神とされ「宇宙の最高原理」のようなもので、預言者を除いた一般人にとっては、はっきりしない存在であるが、むしろ自ら人間たちに積極的に語りかけ、「妬む」と自称するほど人類を自らの作品として愛し、創世記のとおり人類は内面をヤハウェに似せて造られたことがうかがえる。ただし、広義では他の生物、物質も人類と性質が似ており、人類がヤハウェに似ていることは宇宙空間全体の事象に帰納できる。また、『創世記』第32章第31節～や『出エジプト記』第4章第24節～などには自ら預言者たちに試練を与える場面もあり、ヘブライ人たちがヤハウェを決してはっきりしないというだけではなく、預言者を通じて実在感のある存在と捉えていた事がわかる。

## キリスト教におけるヤハウェ
「Ἐγώ εἰµι ὁ ὤν（エゴー・エイミ・ホ・オーン）」（私は在るものである）はイエスとヤハウェを結び付け、その神性を現す意図で多用されている。これはセプトゥアギンタの『出エジプト記』第3章第14節でヤハウェが「私は在るものである」と名乗ったので、イエスはこれを多用して自分がヤハウェと密接な関係にある事を暗に示したとされる（『ヨハネによる福音書』第8章第58節など）。
三位一体の教説が成立して以降、ヤハウェを単に神の名とするにとどまらず、特定の位格と結びついた名として捉える論考が現れる。一般に、西方教会においてはヤハウェ（ラテン語文献では多く「エホバ」）を父なる神と同一視することが多く、対して東方教会においてはヤハウェはイエス・キリストの神格における名であると考えられることがある。
最近の動向として、2008年6月29日付でバチカンの教皇庁典礼秘跡省は「教皇の指示により神聖四文字で表記されている神の名を典礼の場において用いたり発音したりしてはならない」との指針を示した。教皇庁はこの指針の中で、近年の神の固有名を発音する習慣が増加している事態に対して懸念を表明し、神聖四文字については「ヤーウェ」「ヤハウェ」「エホバ」などではなく、「主」と訳さなければならないと述べ、神の名を削除するよう求めている。これを受けて日本のカトリック司教協議会は、祈りや聖歌において「ヤーウェ」を使用してきた箇所を原則として「主」に置き換えることを決定した（一例として「主ヤーウェよ」と呼びかける部分は「神である主よ」とされた）。

### キリスト教神学における、聖書中に見られる神の属性・性質
キリスト教神学における、聖書中に見られる神（ただし三位一体の概念から「父」と「子（キリスト）」と「聖霊」を意味する）の属性・性質ついての研究として以下がある。
宗教改革者のジャン・カルヴァンは著書において、聖書における神について「唯一にして永遠なる神」「生命と義と知恵と力と善と慈しみとの源泉」「すべての善きものは例外なく神より来たり、すべての賛美もただしく神に帰すべき」と述べている。
ヘンリー・シーセンは著書において神の属性として以下の分類を行なっている。
- 「非道徳的属性」…①遍在性②全知性③全能性④不変性
- 「道徳的属性」…⑤神のきよさ⑥神の義と正義⑦善⑧真実

また神の性質として「統一性」「三位一体性」を挙げている。
エル・ベルコフは著書において神の属性として以下の分類を行なっている
- 絶対的属性・・・①神の独存性または自存性②神の不変性③神の無限性④神の単一性
- 相似せる属性（人間の属性との類比。ただし完全なる神と不完全なる人間の類比である。）・・・①神の知識②神の知恵③神の善④神の愛⑤神の聖⑥神の義⑦神の真⑧神の主権

フロイド・ハミルトンは著書において、神の概念について、近代の自由主義神学者の傾向である「旧約聖書の神の概念の軽視（新約聖書の方がまさって神の概念を示している）」を背信的であるとし、旧約および新約聖書における神の一致性を指摘している。「新約聖書の神は愛の神で、旧約聖書の神は残酷な復讐の神である」ということを是認できないとし、旧約聖書における「愛の神」、新約聖書における「神の怒り」を記す言葉をあげ、聖書における神概念の統一性を指摘している。

## イスラム教におけるヤハウェ（神）
イスラム教ではヤハウェについてアッラーフ或いはアラー、アッラーのアラビア語呼称を用いる。
以下、
アッラーフ#イスラーム教におけるアッラーより加筆引用。

イスラム書法におけるアッラーフ

神がクルアーンを授けたとされるムハンマド・イブン＝アブドゥッラーフ（以下「ムハンマド」）は、神より派遣された大天使ガブリエルから神の受託をアラビア語で語った使徒であり、最後にして最大の預言者とされる。ムハンマドは飽くまで神から被造物である人類のために人類のなかから選ばれた存在に過ぎない。そもそも神自体が「生みもせず、生まれもしない」、つまり時間と空間を超越した絶対固有であるため、キリスト教神学におけるイエス・キリスト像のように、ムハンマドを「神の子」と見なすような信仰的・神学的位置付けもされていない。
唯一絶対にして全知全能であり、すべてを超越する。「目無くして見、耳無くして聞き、口無くして語る」とされる（意思だけの）存在であるため、あらゆる時にあらゆる場にあり得て（遍在）、絵画や彫像に表すことはできない。イスラーム教がイメージを用いた礼拝を、偶像崇拝として完全否定しているのも、このためである。
イスラームの教えは先行するユダヤ教・キリスト教を確証するものであるとされるため、アッラーはユダヤ教・キリスト教のヤハウェと同じであるとされる。（ユダヤ教、キリスト教はこれを認めていない。）したがって神は六日間で天地創造しており、また最後の日には全人類を死者までも復活させ、最後の審判を行う「終末」を司る。
なお、一切を超越した全能の神（アッラーフ）が休息などするはずがない、という観点から、創造の六日間の後に神が休息に就いたことを否定するなど違いはある。これはイスラームがユダヤ教やキリスト教を同じ「啓典の宗教」として尊重しながらも、それらの教えに人為的改変あり、と見なしてきたことの顕著な例でもある。クルアーンが現在の形になったのはムハンマドの死後であるが、イスラム教徒は神が遣わせた大天使ガブリエルからムハンマドに言わせた言葉が現在のクルアーンに、完全に再現されていると考えている。
アッラーフ#イスラーム教におけるアッラーからの引用終わり。

## 起源に関する諸説
この名が旧約聖書の中で初めて出てくるのは創世記2章であり、ユダヤ教やキリスト教においてヤハウェは人間の創造者として人間の歴史の始まりから崇拝されていた唯一の神とされている。
一方、聖書批評家によると、ユダヤ教成立以前の信仰をヤハウェ信仰、あるいはエロヒム信仰とよぶが、両者は必ずしも同一の信仰ではなく、四資料説において、エル（普通名詞の神の意）やその複数形であるエロヒムを神の呼称とする「E資料」、ヤハウェを神の名とする「J資料」が想定されている。両者はかなり性質の異なる別系統の神々だったが、唯一神教化する過程で混同され、同一神とみなされるようになった。エロヒムはヤハウェに比べてより古い信仰であり、もともとはセム系の諸民族にみられる多神教における最高神で、抽象的・観念的な天の神であった。イスラエルにおいてはサマリアやガリラヤなど北部で信仰された。これに対し、ヤハウェの起源はエロヒムの起源に比べるとやや時代が下り、ヤハウェは、抽象的なエロヒムと異なり、具体的な人格神で、慈愛だけでなく怒りや妬み（ほかの神々に傾倒してゆく民に対しての感情をねたみと表現した）も表す感情豊かな神であり、もともとはヘブロンを中心としたイスラエル南部の信仰で、王国時代にはエロヒムと異なりヤハウェの祭儀は祭司階級であるレビ族に担われた。唯一絶対神の性格を帯びるようになった。ただし、唯一神教化した時代をより古く見積もる説では、出エジプトの頃のヘブライ人は古代エジプトのアテン神を信仰しており、そのためアテン信仰が廃された後に弾圧され、エジプトを脱出したのではないかとする説もある。

## その他
ニュージーランドのマオリ語では、固有名詞としてではなく「主」の訳語として“ihowā”（イホワー）が用いられる。